# Karl Vaja
Karl Vaja (Bolzano, 22 febbraio 1925 – Egna, 24 gennaio 2007) è stato un politico italiano, altoatesino di lingua tedesca, esponente della Südtiroler Volkspartei.
Fu eletto alla Camera dei deputati durante la IV legislatura.
Era stato eletto poi per due legislature nel Consiglio provinciale di Bolzano, dal 1968 al 1978. Nella seconda di queste legislature fu anche presidente del Consiglio ed assessore della Giunta Regionale.